# NGC 6964
NGC 6964 est une galaxie elliptique située dans la constellation du Verseau. Sa vitesse par rapport au fond diffus cosmologique est de 3 492 ± 21 km/s, ce qui correspond à une distance de Hubble de 51,5 ± 3,6 Mpc (∼168 millions d'al). NGC 6964 a été découverte par l'astronome germano-britannique William Herschel en 1785.
NGC 6964 forme une paire de galaxies avec NGC 6962. Selon la base de données Simbad, NGC 6964 est une candidate au titre de galaxie à noyau actif.
À ce jour, six mesures non basées sur le décalage vers le rouge (redshift) donnent une distance de 60,117 ± 11,838 Mpc (∼196 millions d'al), ce qui est à l'intérieur des valeurs de la distance de Hubble.

## Groupe de NGC 6962
NGC 6964 est membre du groupe de NGC 6962. Ce groupe de galaxies comprend environ une dizaine de galaxies, soit NGC 6959, NGC 6961, NGC 6962, NGC 6964, NGC 6965 (IC 5058), NGC 6967, PGC 65351, PGC 65356, PGC 1169059 et PGC 162626. Cependant, selon une autre source, ce groupe renfermerait beaucoup plus de galaxies, 29 membres probables et 49 possibles dans un rayon inférieur à 1 Mpc.